# Ricardo Clark
Ricardo Anthony Clark (Atlanta, 10 febbraio 1983) è un ex calciatore statunitense, di ruolo centrocampista.

## Biografia
È sposato con Martha e ha due figli: Mateo e Amaya.

## Carriera

### Club
Ha giocato due anni alla Furman University. Conta 37 apparizioni con 3 gol e 4 assist in due stagioni.

### Nazionale
Ha debuttato nella Nazionale statunitense il 12 ottobre 2005 contro Panama e ha segnato il suo primo gol contro il Paraguay nella Copa América 2007. Ha inoltre partecipato alla Confederations Cup 2009, in detta competizione venne espulso nella prima partita giocata contro l'Italia in seguito a un fallo su Gennaro Gattuso.

## Palmarès

### Competizioni Nazionali
- Campionato MLS: 2

Houston Dynamo: 2006, 2007

### Nazionale
- Gold Cup: 1

2007

### Individuale
- MLS Best XI: 1

2006